# Bourgogne
Bourgogne (/ˈbɜːrɡəndi/; tiếng Pháp: Bourgogne [buʁɡɔɲ] ) là một lãnh thổ lịch sử và khu vực hành chính cũ và tỉnh của miền trung đông nước Pháp. Tỉnh này từng là quê hương của Công tước xứ Bourgogne từ đầu thế kỷ 11 cho đến cuối thế kỷ 15. Thủ đô Dijon là một trong những trung tâm nghệ thuật và khoa học lớn của châu Âu, một nơi giàu có và quyền lực to lớn, và Chủ nghĩa tu viện phương Tây. Vào thời kỳ đầu của Châu Âu Hiện đại, Bourgogne là tâm điểm của văn hóa cung đình, tạo nên phong cách thời trang cho các hoàng gia Châu Âu và triều đình của họ. Công quốc Bourgogne là chìa khóa trong quá trình chuyển đổi thời Trung cổ sang châu Âu thời kỳ đầu hiện đại.
Sau sự phân chia vào thế kỷ thứ 9 của Vương quốc Burgundia, các vùng đất và tàn tích được phân chia cho Vương quốc Pháp đã bị Vua Robert II của Pháp giảm xuống cấp bậc công tước vào năm 1004. Nhà Bourgogne, một chi nhánh của Nhà Capet, cai trị một lãnh thổ gần giống với biên giới và lãnh thổ của khu vực hành chính hiện đại Bourgogne. Sau sự tuyệt chủng của dòng dõi nam Burgundian, công quốc được trao lại cho Vua Pháp và Nhà Valois. Sau cuộc hôn nhân của Philip xứ Valois và Margaret III của Flanders, Công quốc Burgundy được sáp nhập vào Nhà nước Bourgogne cùng với các bộ phận của Các quốc gia thấp sẽ được gọi chung là Hà Lan Bourgogne. Sau khi tiếp tục mua lại Hạt Bourgogne, Hà Lan và Luxembourg, Nhà Valois-Bourgogne đã sở hữu nhiều thái ấp của Pháp và đế quốc trải dài từ dãy núi Alps phía tây đến Biển Bắc, theo một cách nào đó gợi nhớ đến vương quốc Lotharingia của người Frank ở Trung cổ.
Nhà nước Bourgogne, theo đúng nghĩa của nó, là một trong những lãnh thổ công tước lớn nhất tồn tại vào thời điểm xuất hiện của Châu Âu thời kỳ đầu hiện đại. Nó được coi là một trong những cường quốc của thế kỷ 15 và đầu thế kỷ 16. Công tước xứ Bourgogne nằm trong số những hoàng tử giàu có và quyền lực nhất ở châu Âu và đôi khi được gọi là "Đại công tước của phương Tây". Thông qua tài sản của mình, Nhà nước Burgundian là một trung tâm thương mại và thương mại lớn của châu Âu.
Sự diệt vong của vương triều đã dẫn đến việc Vua Louis XI sáp nhập công quốc vào các vương quốc của Pháp, trong khi phần lớn tài sản của người Bourgogne ở Các quốc gia thấp được chuyển cho con gái của Công tước Charles I xứ Bourgogne là Marie, và con cháu nhà Habsburg của bà. Do đó, sự phân chia di sản Burgundy đã đánh dấu sự khởi đầu của cuộc cạnh tranh Pháp-Habsburg kéo dài hàng thế kỷ và đóng một vai trò then chốt trong nền chính trị châu Âu rất lâu sau khi Bourgogne đã mất vai trò là một bản sắc chính trị độc lập.

## Từ nguyên học
Nó được đặt tên theo người Burgundi, một dân tộc Đông Đức đã di cư về phía tây bên kia sông Rhine vào cuối thời kỳ La Mã. Cái tên Bourgogne trong lịch sử có nghĩa là nhiều thực thể chính trị. Nó xuất hiện lần đầu tiên vào thế kỷ thứ 9 với tư cách là một trong những người kế vị của Vương quốc Burgundy cổ đại, sau cuộc chinh phục vào năm 532 đã hình thành một bộ phận cấu thành của Đế chế Frankish.
Kể từ khi thành lập hệ thống tỉnh của Pháp vào năm 1790, Bourgogne đã đề cập đến khu vực địa lý bao gồm bốn tỉnh Côte-d'Or, Saône-et-Loire, Yonne và Nièvre.

## Lịch sử

Huy hiệu của Công quốc Bourgogne thứ hai và sau đó là của tỉnh

Những cư dân đầu tiên được ghi nhận của khu vực sắp trở thành Bourgogne là nhiều bộ tộc Gallic Celts, nổi bật nhất trong số đó là Aedui bán cộng hòa, những người cuối cùng được sáp nhập vào Đế chế La Mã sau thất bại của Gaulish trong Trận Alesia. Văn hóa Gallo-Roman phát triển mạnh mẽ trong thời kỳ La Mã.
Trong thế kỷ thứ 4, người Bourgogne, một tộc người Đức có thể có nguồn gốc từ đảo Bornholm thuộc vùng Baltic, đã định cư ở phía tây dãy núi Alps. Họ đã thành lập Vương quốc của người Bourgogne, vương quốc này đã bị chinh phục vào thế kỷ thứ 6 bởi một bộ tộc người Đức khác, người Frank.
Dưới sự thống trị của người Frank, Vương quốc Bourgogne tiếp tục tồn tại trong nhiều thế kỷ.
Sau đó, khu vực này được phân chia giữa Công quốc Burgundy (ở phía tây) và Hạt Bourgogne Tự do (ở phía đông). Công quốc Bourgogne được biết đến nhiều hơn trong số hai, sau này trở thành tỉnh Bourgogne của Pháp, trong khi Hạt Bourgogne trở thành tỉnh Franche-Comté của Pháp.
Sự tồn tại hiện đại của Bourgogne bắt nguồn từ sự tan rã của Đế chế Frankish. Vào những năm 880, có bốn Bourgogne: công quốc, hạt và các vương quốc Thượng Bourgogne và Hạ Bourgogne.
Trong thời Trung cổ, Bourgogne là quê hương của một số nhà thờ và tu viện quan trọng nhất của phương Tây, bao gồm cả những nhà thờ và tu viện ở Cluny, Cîteaux và Vézelay. Cluny, được thành lập vào năm 910, đã gây ảnh hưởng mạnh mẽ ở châu Âu trong nhiều thế kỷ. Tu viện Cistercian đầu tiên được thành lập vào năm 1098 tại Cîteaux. Trong thế kỷ tiếp theo, hàng trăm tu viện Cistercian được thành lập trên khắp châu Âu, một phần lớn là do sức hút và ảnh hưởng của Bernard of Clairvaux. Tu viện Fontenay, Di sản Thế giới được UNESCO công nhận, ngày nay là tu viện Xitô được bảo tồn tốt nhất ở Bourgogne. Tu viện Vézelay, cũng là Di sản Thế giới được UNESCO công nhận, vẫn là điểm khởi đầu cho các cuộc hành hương đến Santiago de Compostela. Cluny gần như bị phá hủy hoàn toàn trong Cách mạng Pháp.
Trong Chiến tranh Trăm năm, Vua John II của Pháp đã trao công quốc cho con trai út của ông, Philip the Bold. Công quốc nhanh chóng trở thành đối thủ lớn của vương miện. Triều đình ở Dijon vượt trội hơn triều đình Pháp cả về kinh tế và văn hóa. Cháu trai của Phillip the Bold Philip Tốt bụng đã mua lại Namur, Hainaut, Brabant và Holland ở Bỉ và Hà Lan hiện đại. Năm 1477, trong trận chiến Nancy trong Chiến tranh Burgundian, công tước cuối cùng Charles I đã bị giết trong trận chiến, và bản thân Công quốc đã bị Pháp sáp nhập và trở thành một tỉnh. Tuy nhiên, phần phía bắc của đế chế đã bị Habsburgs Áo chiếm giữ.
Với cuộc Cách mạng Pháp vào cuối thế kỷ 18, các đơn vị hành chính của các tỉnh đã biến mất, nhưng được tái lập thành các khu vực dưới thời Đệ ngũ Cộng hòa vào những năm 1970. Khu vực hành chính ngày nay bao gồm hầu hết các công quốc trước đây.
Vào năm 2016, Bourgogne và khu vực lịch sử Franche-Comté đã sáp nhập cho các mục đích hành chính thành khu vực mới Bourgogne-Franche-Comté.

## Văn hoá
Xem thêm: Rượu vang Bourgogne
Bourgogne là một trong những vùng sản xuất rượu vang chính của Pháp. Nó nổi tiếng với cả rượu vang đỏ và trắng, chủ yếu được làm từ nho đen Pinot noir và Chardonnay, mặc dù có thể tìm thấy các giống nho khác, bao gồm Gamay, Aligote, Pinot blanc và Sauvignon blanc. Khu vực này được chia thành Côte-d'Or, nơi có những loại rượu Bourgogne đắt tiền và được đánh giá cao nhất, và Beaujolais, Chablis, Côte Chalonnaise và Mâcon. Danh tiếng và chất lượng của những loại rượu vang hàng đầu, cùng với thực tế là chúng thường được sản xuất với số lượng ít, đã dẫn đến nhu cầu cao và giá cao, với một số loại rượu vang Bourgogne được xếp hạng trong số những loại rượu đắt nhất thế giới.
Về ẩm thực, vùng này nổi tiếng với mù tạt Dijon, thịt bò Charolais, gà Bresse, món coq au vin của người Bourgogne và rượu bourguignon bò, và pho mát époisses.
Các địa điểm du lịch của Bourgogne bao gồm Rock of Solutré, Nhà tế bần Beaune, Cung điện Ducal ở Dijon, và nhiều lâu đài, lâu đài, nhà thờ và tu viện thời Phục hưng và Trung cổ.
Trước đó, phần phía đông nam của Bourgogne là khu công nghiệp nặng nề, với các mỏ than gần Montceau-les-Mines và các xưởng đúc sắt và pha lê ở Le Creusot. Những ngành công nghiệp này đã suy giảm trong nửa sau của thế kỷ XX.
Phương ngữ địa phương được gọi là Burgundian (Bourguignon); nó là một ngôn ngữ Oïl tương tự như tiếng Pháp tiêu chuẩn nhưng có một số ảnh hưởng của Pháp-Provençal và Hà Lan.

## Địa lý

Bản đồ Bourgogne

Vùng Bourgogne vừa lớn hơn Công quốc Bourgogne cũ vừa nhỏ hơn vùng do Công tước xứ Bourgogne cai trị, từ Hà Lan hiện đại đến biên giới Auvergne. Ngày nay, Bourgogne được tạo thành từ các tỉnh cũ:
- Bourgogne: Côte-d'Or, Saône-et-Loire, và nửa phía nam của Yonne. Điều này tương ứng với công quốc Bourgogne cũ (sau này được gọi là tỉnh Bourgogne). Tuy nhiên, quận cũ Bourgogne (sau này được gọi là tỉnh Franche-Comté) không nằm trong vùng Bourgogne, nhưng nó tạo nên vùng Franche-Comté. Ngoài ra, một phần nhỏ của công quốc Bourgogne (tỉnh Bourgogne) hiện nằm trong vùng Champagne-Ardenne.
- Nivernais: nay là tỉnh Nièvre.
- nửa phía bắc của Yonne là một lãnh thổ không thuộc Bourgogne (ít nhất là không phải từ thế kỷ 11), và là biên giới giữa Champagne, Île-de-France và Orléanais, là một phần của mỗi tỉnh này vào những thời điểm khác nhau trong lịch sử.

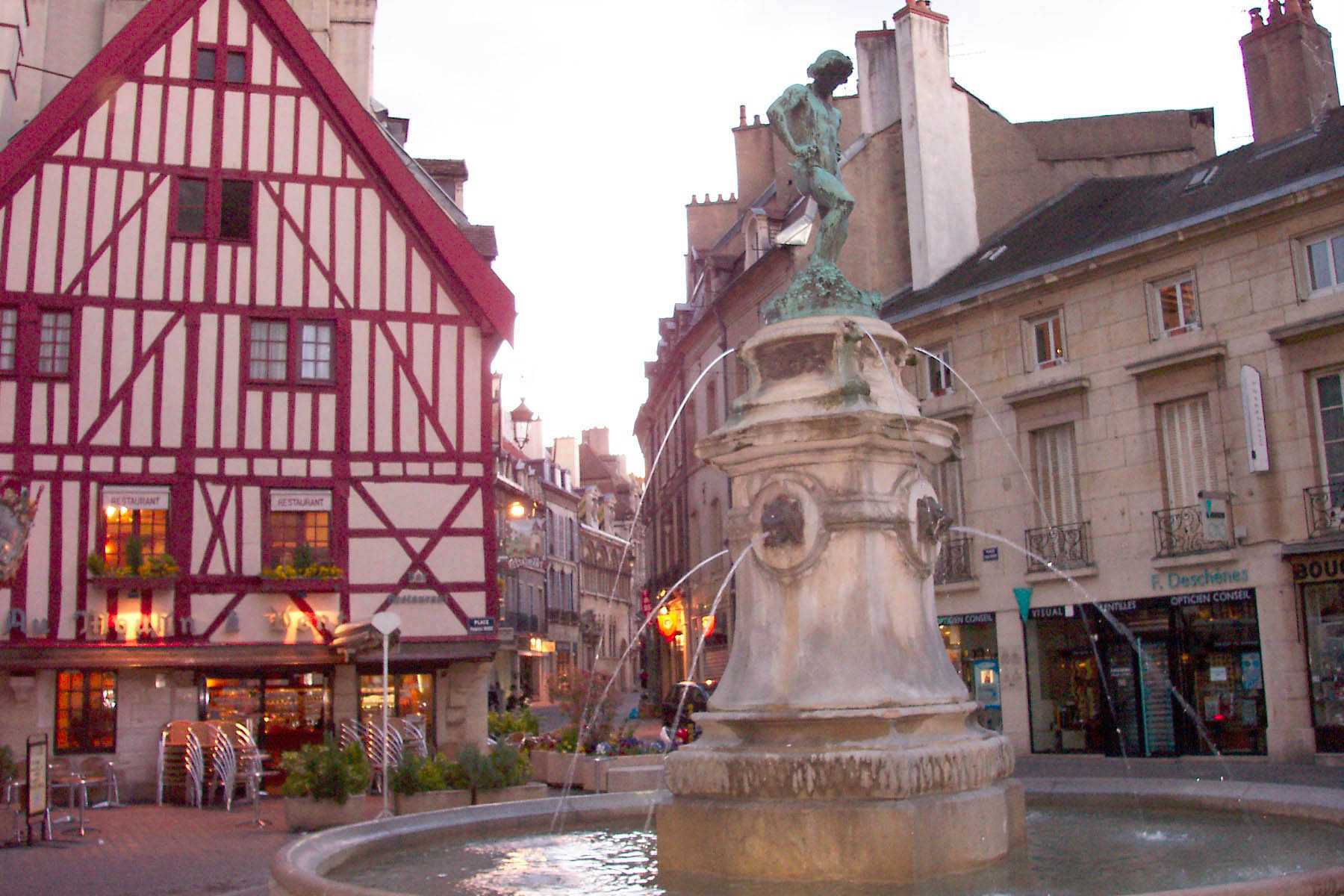
Dijon, Quảng trường François-Rude

### Cộng đồng lớn
- Autun
- Auxerre
- Avallon
- Beaune
- Chalon-sur-Saône
- Dijon
- Le Creusot
- Mâcon
- Montceau-les-Mines
- Nevers
- Paray-le-Monial
- Sens

## Khí hậu
Khí hậu của khu vực này về cơ bản là khí hậu đại dương (Cfb trong phân loại Köppen), với ảnh hưởng lục địa (đôi khi được gọi là "khí hậu nửa lục địa").